# Амінільний радикал
Амінільний радикал (англ. aminylic radical) — азотоцентрований радикал Н2N• та його гідрокарбільні
похідні R2N•.
Формально утворюється при відніманні атома H
від відповідного нерадикального аналога. Спінова густина в
основному зосереджена на атомі N. Найстабільнішими є такі, в
яких атом N входить у кон'юговану циклічну систему, а також
коли в симетричних α-положеннях до атома N в циклі є
розгалужені алкільні замісники, що просторово дезактивують
радикальний реакційний центр. Утворюються, зокрема, при
термічній дисоціації тетраарилгідразинів, проте ці радикали
мають тенденцію до оборотної димеризації: Ar2N–NAr2 → 2 Ar2N•
Відомі також гідразильні радикали, серед яких є i стабільні
при нормальних умовах, зокрема дифенілпікрилгідразильні, циклічні тетразильні радикали — вердазили.